# Chris Hipkins
Christopher John Hipkins (* 5. září 1978 Hutt Valley, Nový Zéland) byl od ledna do listopadu 2023 premiér Nového Zélandu. Od ledna 2023 je předsedou Novozélandské strany práce a od listopadu 2023 je vůdcem novozélandské opozice vůči vládě Christophera Luxona. V letech 2017 až 2023 působil v celé řadě různých ministerských funkcí, nejprve ve vládě Jacindy Ardernové a posléze zastával ministerské posty i jako premiér. Od roku 2008 je členem novozélandského parlamentu.